# Zhu Kerou
Zhu Kerou (chinois : 朱克柔 ; pinyin : zhū kèróu ; fl. 1127-1161) est une artiste chinoise de la dynastie Song, spécialiste de la tapisserie kesi.

## Biographie
Zhu Kerou est native de Yunjian, du xian de Huating (华亭县), aujourd'hui ville nouvelle de Songjiang, à Shanghai ; selon les sources, son nom de naissance pourrait être Qiang, Gang ou Zigang, mais elle est passée à la postérité sous son prénom social, « Kerou ». Elle apprend jeune les techniques du kesi, et est considérée comme la meilleure dans ce domaine à cette époque. L’empereur Huizong envoie ainsi son personnel spécifiquement à la recherche de ses ouvrages.
Ses pièces demeurent prisées pendant les époques Ming et Qing.

## Œuvres

### Papillon et camélia
Il s’agit d’une petite pièce tissée, destinée à être reliée au sein d’un album à feuilleter (présentation usuelle pour les peintures) ; elle représente un papillon jaune et des boutons de camélia sur un fond indigo. Elle appartient successivement à la collection de Bian Yongyu, puis An Qi, deux collectionneurs du début de la période Qing, avant de rejoindre les collections impériales, puis celle de Zhu Qiqian à la fin de cette dynastie.
Elle est aujourd’hui au musée provincial du Liaoning, où elle est classée avec les textiles rares et broderies, ce qui limite les possibilités d’étude et de visibilité de cette pièce, conservée à l’abri de la lumière.

### Caneton sur l’étang aux lotus《莲塘乳鸭图》
Mesurant environ un mètre de large et un mètre de haut, cette pièce représente des canards sur un petit étang et se reposant sur ses bords. Elle est conservée au musée de Shanghai. Elle est très rarement visible en raison de sa fragilité, qui nécessite des conditions d’exposition très stables, mais pourrait être exposée de façon permanente dans les années 2020, après la construction d’une nouvelle aile du musée.

### Autres
- 《山茶》 (camélia) — Musée provincial du Liaoning
- 《牡丹》 (pivoine) — Musée provincial du Liaoning